# Giuseppe Martano

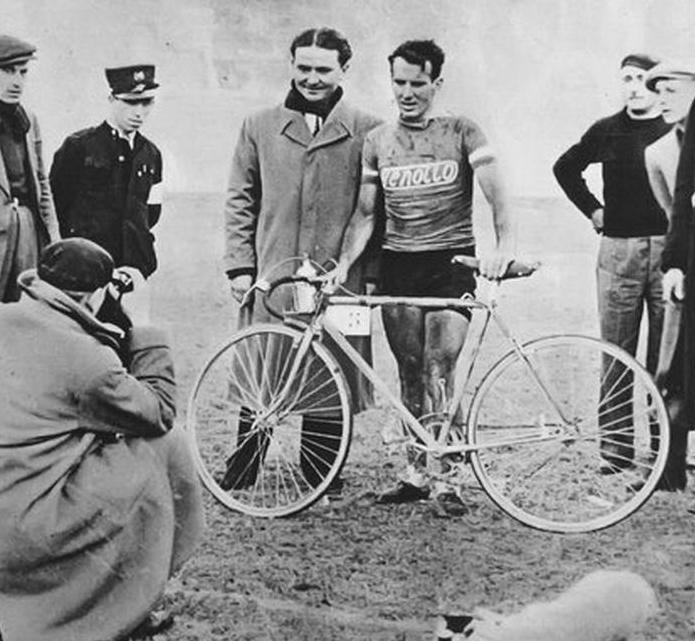
Giuseppe Martano in 1937

Giuseppe Martano (10 oktober 1910 - 2 september 1994) was een Italiaans wielrenner.

## Levensloop en carrière
Martano werd prof in 1930. Hij won 1 etappe in de Ronde van Frankrijk. Hij stond 3 maal op het podium in een grote ronde.

## Resultaten in voornaamste wedstrijden
| Jaar | Ronde van Italië | Ronde van Frankrijk | Ronde van Spanje |
| ---- | ---------------- | ------------------- | ---------------- |
| 1933 | opgave           | ↑                   |                  |
| 1934 |                  | ↑ (1)               |                  |
| 1935 | ↑                | opgave              |                  |
| 1936 |                  |                     |                  |
| 1937 |                  | 24e                 |                  |
| 1938 | 35e              | 27e                 |                  |
| 1939 | opgave           |                     |                  |